# 핫탄다 고헤이
핫탄다 고헤이(일본어: 八反田 康平, 1990년 1월 8일 ~ )는 일본의 축구 선수이다.

## 구단 경력
그는 2012년부터 2022년까지 J리그의 시미즈 에스펄스, 베갈타 센다이, 오이타 트리니타, 나고야 그램퍼스, 가고시마 유나이티드 FC에서 활동하였다.

## 국가대표팀 경력
그는 2007년 FIFA U-17 월드컵에 참가할 일본 U-17 국가대표팀에 발탁되었으며, 1경기에 출전했다.